# Castelo de Leeds

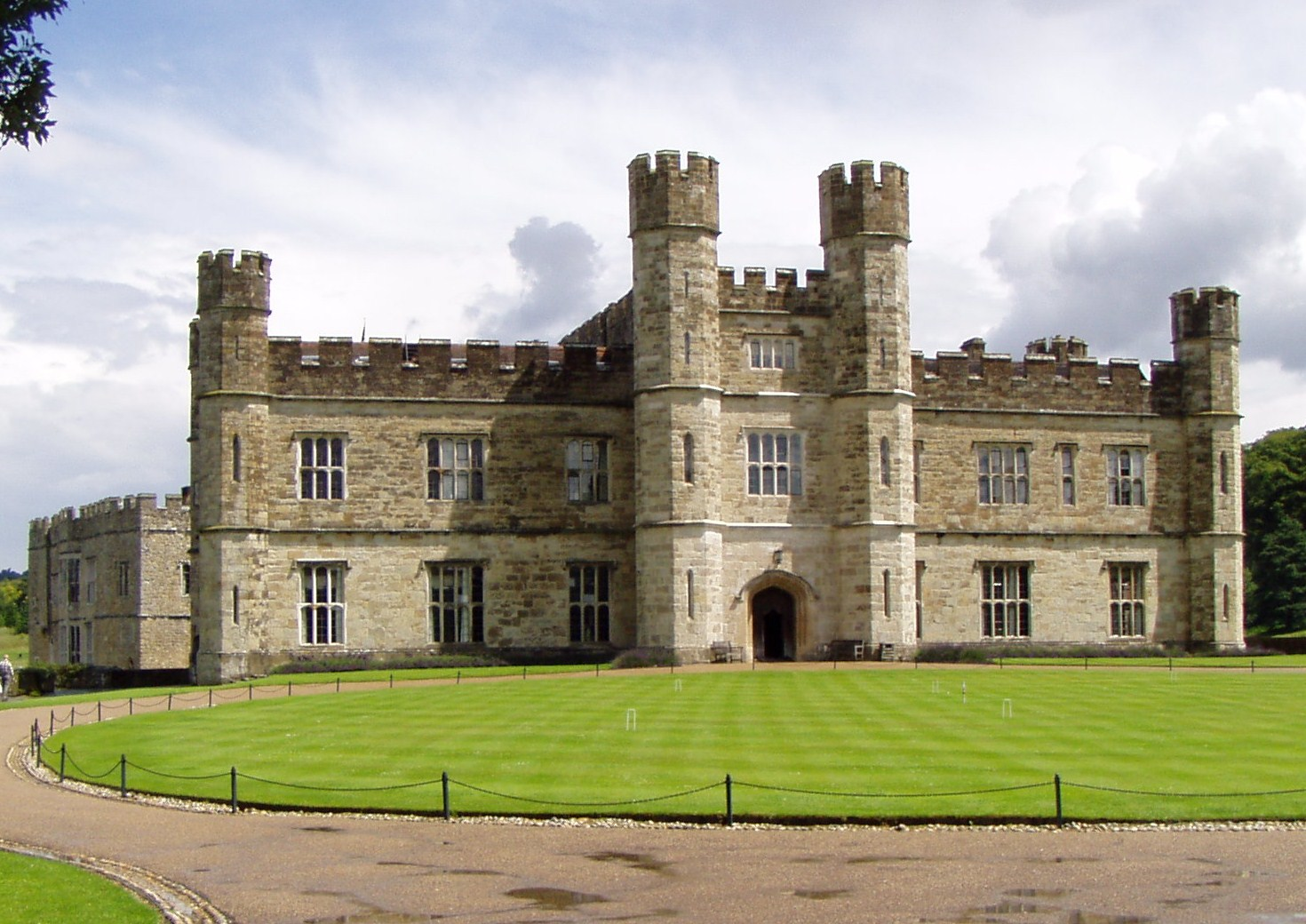
Fachada do Castelo de Leeds

O Castelo de Leeds (Leeds Castle) é um palácio rural da Inglaterra com origem num castelo construído em 1119, sec. XII, o qual sofreu grandes alterações durante o século XX. Fica situado quatro milhas a sudeste de Maidstone, no Kent. O edifício e os seus terrenos estão localizados a leste da aldeia de Leeds, a qual não deve ser confundida com a cidade de Leeds, no West Yorkshire.

## História

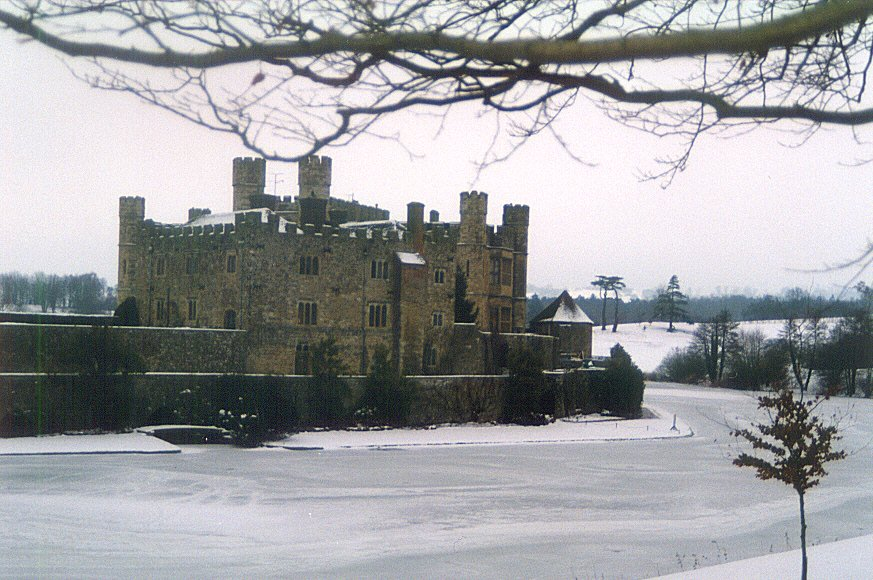
Castelo de Leeds no Inverno.

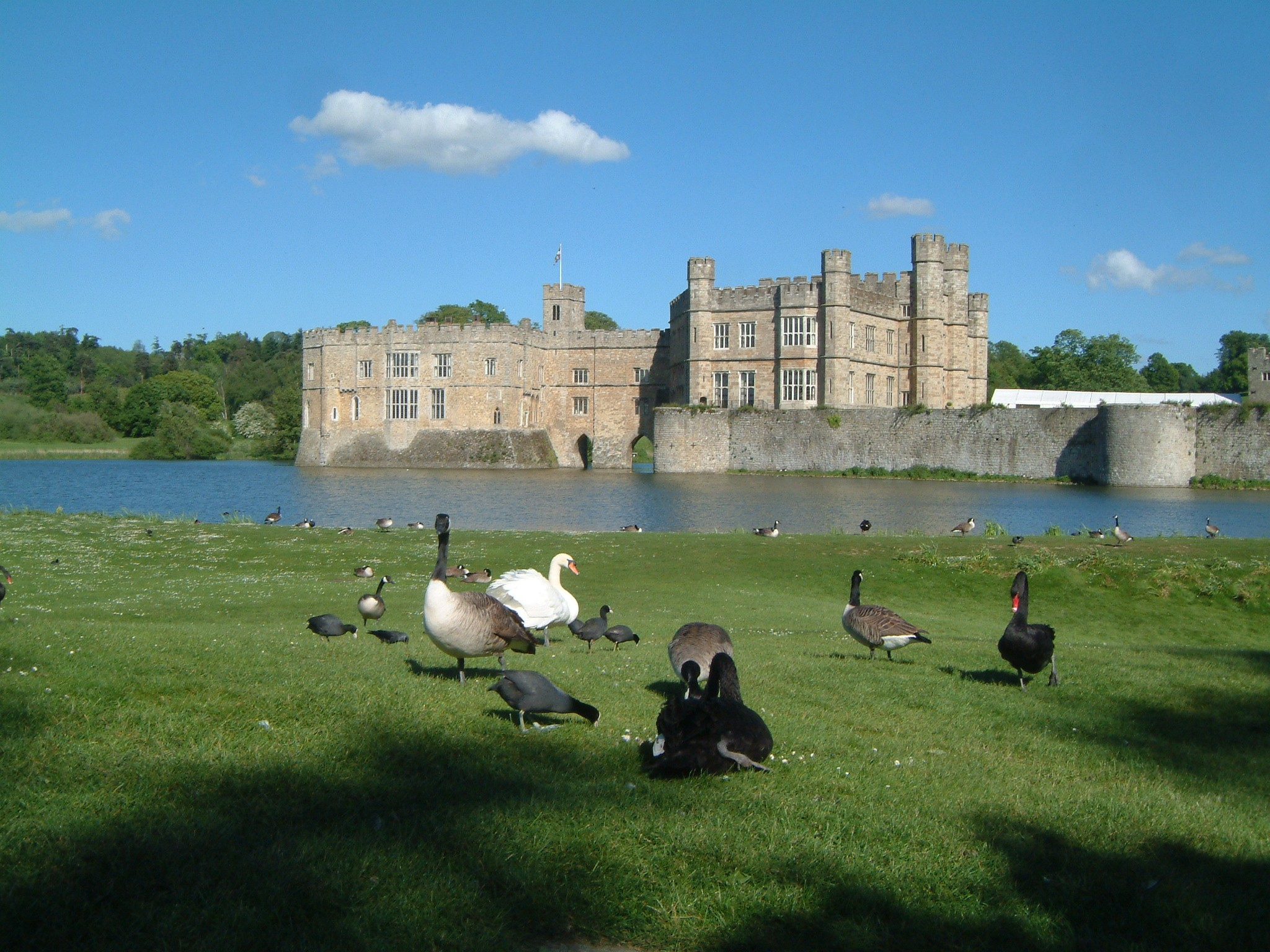
Vista geral do Castelo de Leeds

A história mais remota do Leeds Castle tem início no ano de 857 com a construção de um solar Real chamado Esledes. Este foi pertença da Casa Real anglo-saxónica durante o reinado de Ethelbert de Wessex.
Construído em 1119 por Robert de Crevecoeur para substituir o anterior solar de Esledes, o castelo tornou-se num palácio Real para Eduardo I de Inglaterra e a sua rainha, Leonor de Castela, em 1278. Durante esse período foram feitas importantes melhorias, incluindo a barbacã, feita em três partes, cada uma delas com a sua entrada, ponte levadiça, portaria e grade levadiça. A torre de menagem medieval é chamada de "Gloriette" em honra da Rainha Leonor.

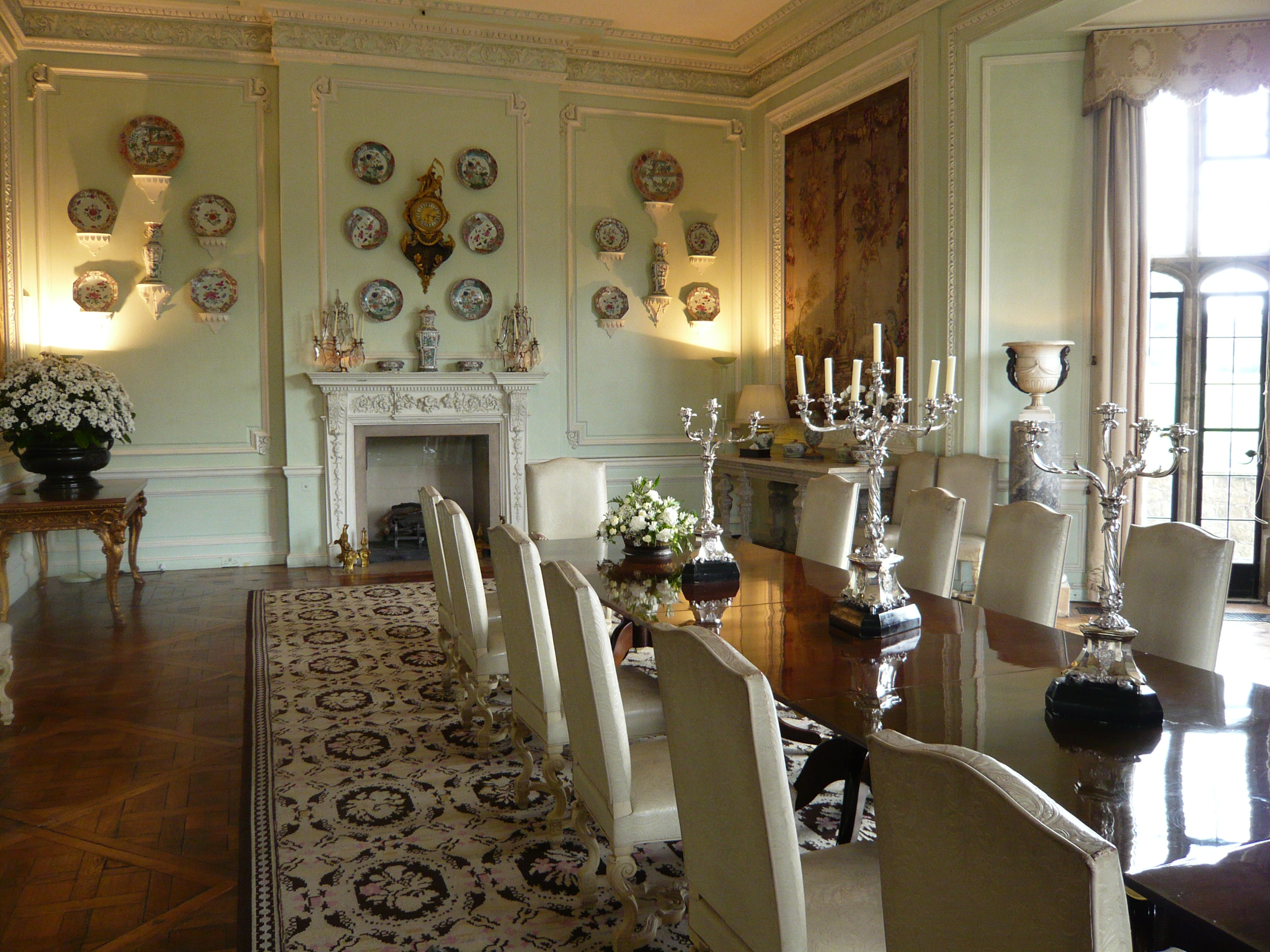
Um sala no interior do Castelo de Leeds

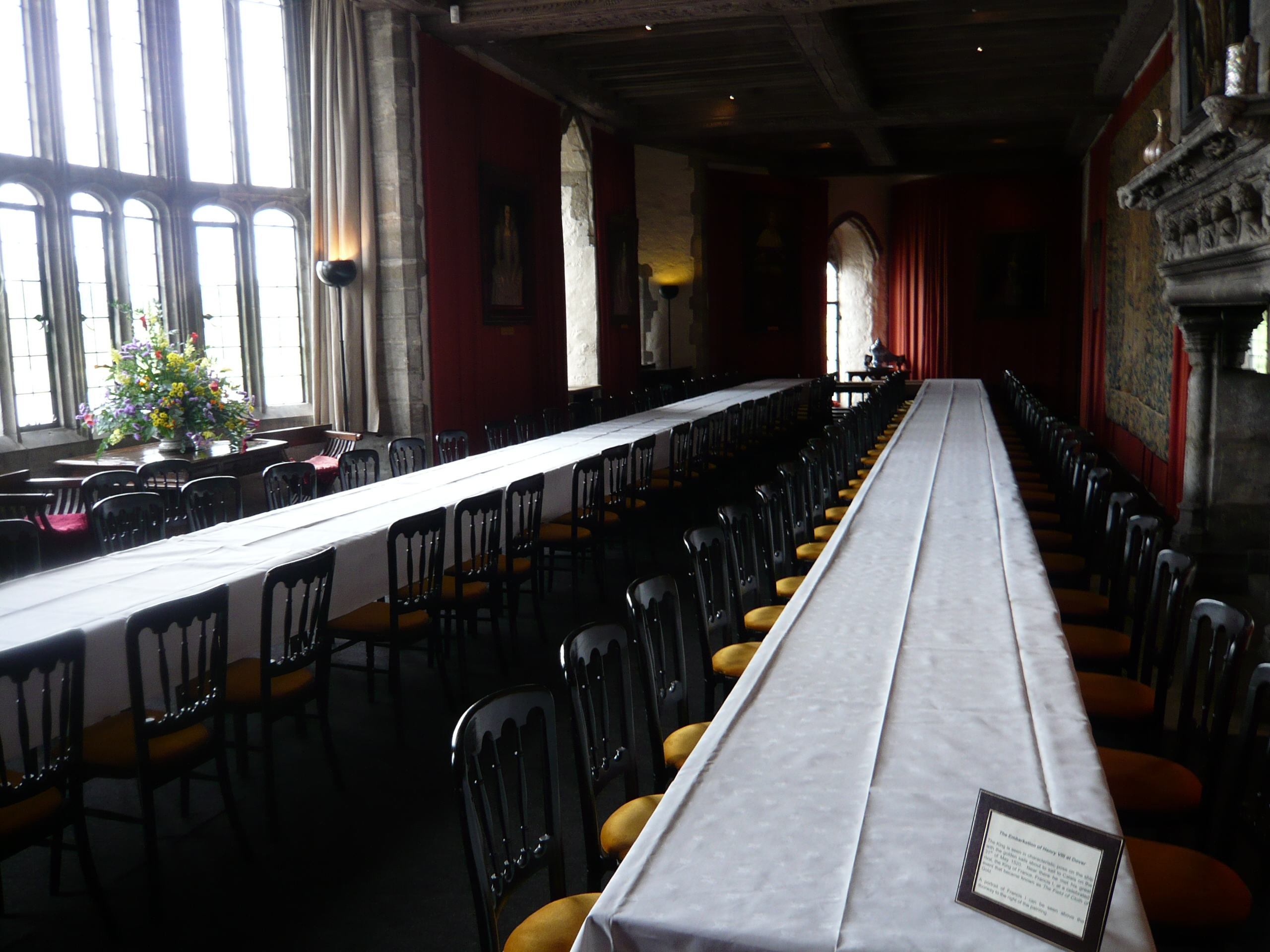
A Galeria de Banquetes.

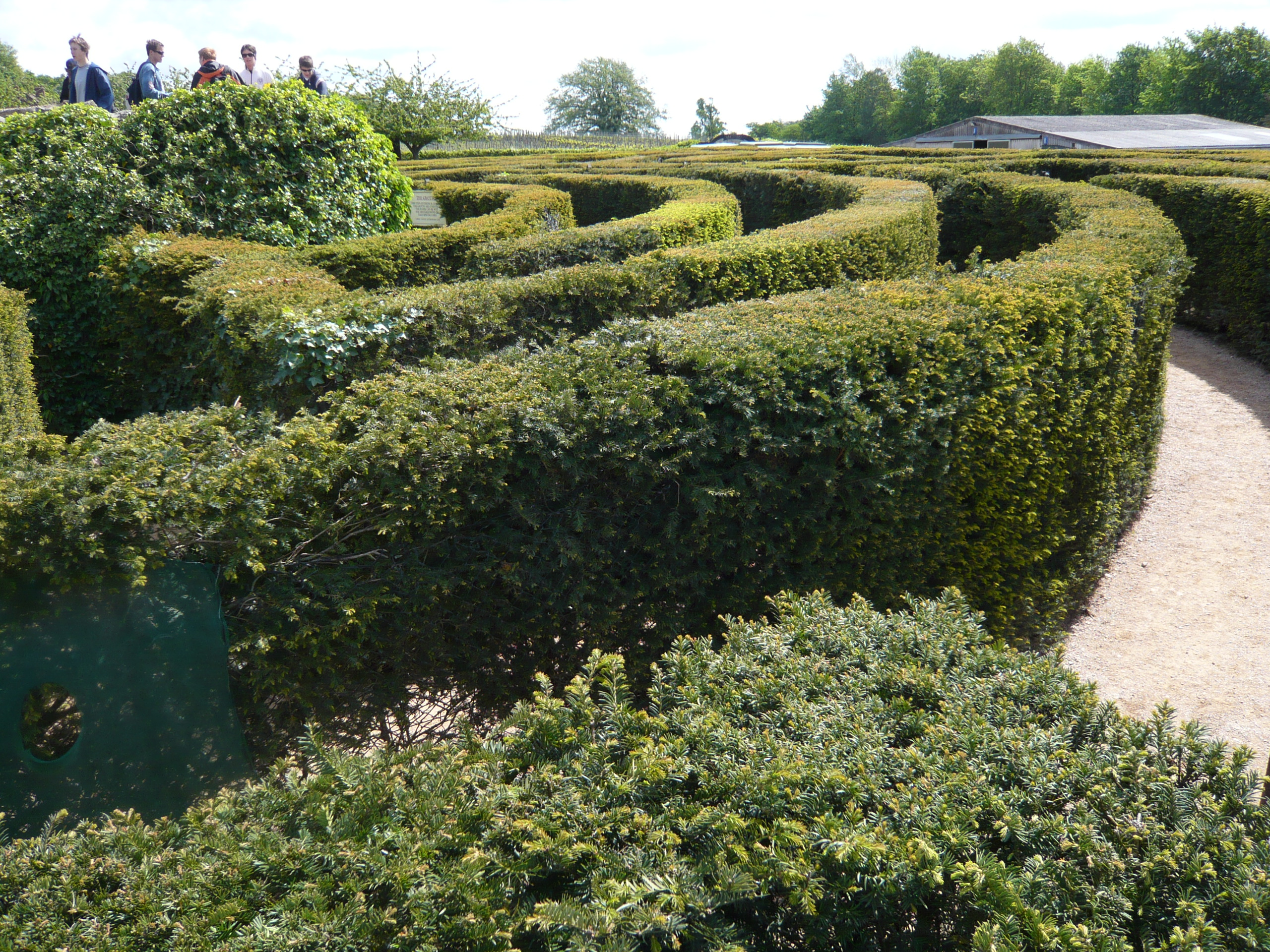
O labirinto.

Em 1321, o Rei Eduardo II cercou o castelo depois de a sua esposa lhe ter impedido a entrada, tendo usado balistas para forçar os seus defensores a renderem-se. A primeira esposa do Rei Ricardo II, Ana da Boémia, passou o Inverno de 1381 no castelo durante a sua viagem para casar com o rei e, em 1395, o mesmo monarca recebeu ali o cronista francês Jean Froissart, tal como este descreve nas suas Crónicas.
Henrique VIII transformou o castelo para a sua primeira esposa, Catarina de Aragão, e uma pintura comemorando o seu encontro com o Rei Francisco I de França ainda se encontra ali pendurado. A sua filha, Isabel I, esteve aprisionada no Leeds Castle durante algum tempo antes da sua coroação.
O castelo escapou à destruição durante a Guerra Civil Inglesa porque os seus proprietários, a família Culpeper, estava do lado dos Parlamentaristas. O último dono privado do castelo foi a Honorável Olive, Lady Baillie, uma filha de Almeric Paget, 1º Barão Queenborough e da sua primeira esposa, Pauline Payne Whitney, uma herdeira americana. Lady Baillie adquiriu o castelo em 1926, tendo redecorado o interior, inicialmente com a colaboração do arquitecto e designer francês Armand-Albert Rateau, o qual também supervisionou alterações exteriores, do mesmo modo que adicionou elementos interiores, tais como a escadaria ao estilo quinhentista em carvalho entalhado, e mais tarde com o decorador Stéphane Boudin, da Casa Jansen (Maison Jansen), uma firma de design de interiores de Paris que viria a ser responsável pelos chamados restauros Kennedy da Casa Branca. Baillie estabeleceu a Fundação do Leeds Castle, tendo o castelo sido aberto ao público em 1976.
No dia 17 de Julho de 1978, o local serviu de cenário ao encontro entre o Presidente Egípcio Anwar Sadat e o Ministro dos Negócios Estrangeiros Israelita Moshe Dayan, como preparação para os Acordos de Camp David.
Em Setembro de 1999, Elton John actuou em dois concertos a solo, com bilhetes esgotados, nos campos do Leeds Castle.

## Turismo
O Leeds Castle e os seus terrenos são, actualmente, um importante destino de lazer no Condado de Kent. Os terrenos possuem um aviário, um labirinto, uma gruta, um campo de golf e o que talvez seja o único museu de coleiras do mundo. Também serve de anfitrião a uma exibição anual de balões de ar quente. O castelo também está dispoível para acolher conferências .

## Curiosidades

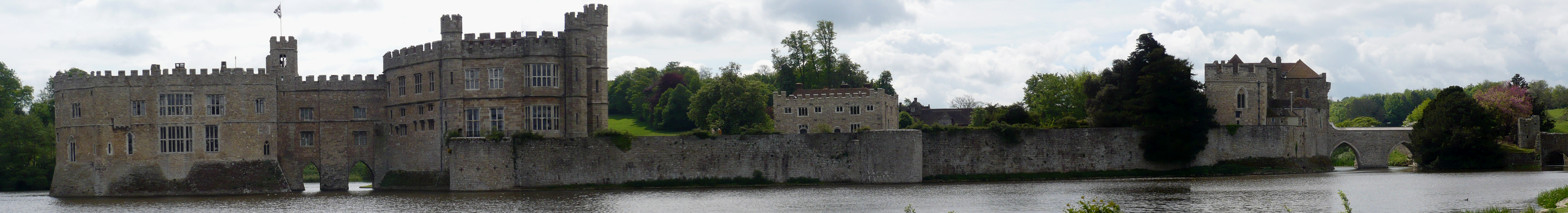
Vista panorâmica do Castelo de Leeds

- O castelo ocupou o lugar de Chalfont, a casa de família dos d'Ascoynes, no filme  "Kind Hearts and Coronets" (1949) .
- Devido a Lord Fairfax existe um relógio de sol em Fairfax na Virgínia, que foi orientado para mostrar a hora no Leeds Castle, e um relógio de sol no Leeds Castle orientado para mostrar a hora na Virgínia.
- O episódio da série Doctor Who intitulado "The Androids of Tara" foi filmado no Leeds Castle .